# Guilherme Guido
Guilherme Augusto Guido, dit Guilherme Guido, né le 12 février 1987 à Limeira au Brésil, est un nageur brésilien, spécialisé dans les courses de dos.
L'un des plus grands nageurs de dos crawlé de l'histoire du Brésil, Guilherme Guido a participé à deux Jeux olympiques, a été deux fois finaliste du 100 m dos aux championnats du monde en grand bassin et a été médaillé de bronze du 100 m dos aux championnats du monde en petit bassin 2012. Il a également été plusieurs fois détenteur des records sud-américains du 50 m dos, du 100 m dos et du 4 × 100 m quatre nages,.

## Carrière internationale

### 2004-2008
À 17 ans, Guido a participé à son premier grand tournoi international, les Championnats du monde de natation en petit bassin 2004, dans la ville d'Indianapolis, en octobre 2004. Il a terminé 4e du 4 × 100 mètres quatre nages, battant le record sud-américain avec un temps de 3:33.02, avec César Cielo, Kaio de Almeida et Eduardo Fischer. Il a également terminé 13e au 100 mètres dos, 18e au 50 mètres dos et a abandonné le 200 mètres dos,,,,.
Aux Jeux sud-américains de 2006, Guido a remporté une médaille d'argent au 200 mètres dos et une médaille de bronze au 100 mètres dos,.
Aux Championnats du monde de natation en petit bassin 2008, il est allé à la finale du 100 mètres dos, terminant à la 7e place. Également classé 10e au 50 mètres dos, a abandonné le 200 mètres dos et a été finaliste aux 4 × 100 mètres quatre nages en terminant 6e,,,.
En 2008, il détenait déjà le record sud-américain du 50 mètres dos en bassin long, avec 25,10 secondes. En mai, a amélioré son record à 25,04 secondes.

### Jeux olympiques de 2008
Aux Jeux olympiques d'été de 2008, Guido a terminé 20e au 100 mètres dos et 14e au relais 4 × 100 mètres quatre nages,.

### 2009-2012
Le 7 mai 2009, au Parc aquatique Maria-Lenk, Guido a obtenu le cinquième temps le plus rapide de l'histoire au 50 mètres dos, avec un temps de 24,71 secondes.
Aux Championnats du monde de natation 2009, a nagé le 50 mètres et le 100 mètres dos, mais n'a pas atteint la finale. Au 50 mètres dos, il a battu le record du championnat du monde et d'Amérique du Sud avec un temps de 24,49 secondes, lors des séries. Il a terminé quatrième du 4 × 100 mètres quatre nages avec l'équipe du Brésil, dans une course où les quatre meilleurs relais ont battu le record du monde des États-Unis de Pékin 2008,,.
Le 6 septembre 2009, Guido a battu le record sud-américain du 100 mètres dos, qui était déjà le sien : 53,24 secondes.
Le 21 novembre 2009, il bat le record sud-américain du 100 mètres dos en petit bassin: 49,63 secondes. Le 22 novembre 2009, il bat le record sud-américain du 50 mètres dos en petit bassin : 23,39 secondes, battant le temps du Vénézuélien Albert Subirats, 23,72 secondes,.
Aux Jeux sud-américains de 2010, à Medellín, Guido a remporté trois médailles d'or aux 50 mètres et 100 mètres dos et aux 4 × 100 mètres quatre nages et 100 mètres dos crawlé, et dans le  4 × 100 mètres quatre nages.
Il était aux Championnats pan-pacifiques 2010 à Irvine, où il a terminé 4e aux 4 × 100 mètres quatre nages, 8e au 50 mètres dos et 8e au 100 mètres dos,,.
Aux Championnats du monde de natation en petit bassin 2010, Guido, avec César Cielo, Felipe França et Kaio de Almeida, a battu le record sud-américain du 4 × 100 mètres quatre nages avec un temps de 3:23.12, remportant la médaille de bronze. Il a également participé à la finale du 50 mètres dos, terminant à la 6e place, et à la finale du 100 mètres dos, se classant 8e,,.
Il était aux Championnats du monde de natation 2011, à Shanghai, où il a terminé 19e au 50 mètres dos, 27e au 100 mètres dos et 14e au 4 × 100 mètres quatre nages,,.
Aux Jeux panaméricains de 2011, Guido a remporté l'or au 4 × 100 mètres quatre nages et le bronze au 100 mètres dos,.
En août 2012, il bat le record sud-américain en petit bassin au 50 mètres dos, qui était déjà le sien : 23,31 secondes. Sa marque précédente était de 23,39 secondes. En novembre, a de nouveau battu le record : 23,18 secondes,.
Le 7 novembre 2012, il bat le record sud-américain du 50 mètres dos en petit bassin : 23,18 secondes.
Aux Championnats du monde de natation en petit bassin 2012, Guido a remporté la médaille de bronze au 100 mètres dos avec un temps de 50,50 secondes. Il a également terminé en 4e place au 50 mètres dos et au 4 × 100 mètres quatre nages,,.

### 2013-2016
Aux Championnats pan-pacifiques 2014 à Gold Coast, Queensland, Australie, il a terminé 4e du relais 4 x 100 mètres quatre nages, avec Marcelo Chierighini, Felipe França et Thiago Pereira, et 8e du 100 mètres dos.
Aux Championnats du monde de natation en petit bassin 2014 à Doha, au Qatar, Guido a remporté une médaille d'or au relais 4 × 50 mètres quatre nages, formé par Guido, Felipe França, Nicholas Santos et César Cielo, considérée comme la "Dream Team" par Cielo (formée uniquement par des médaillés ou des champions du monde dans leurs épreuves individuelles respectives). Le Brésil a remporté la médaille d'or en fracassant le record du monde avec un temps de 1:30.51. Le 7 décembre, Guido a remporté sa deuxième médaille d'or au relais 4 × 100 mètres quatre nages, avec César Cielo, Marcos Macedo et Felipe França, avec un temps de 3:21.14, record sud-américain. Guido a également terminé 5e au 100 mètres dos et 9e au 50 mètres dos,,,.
Aux Jeux panaméricains de 2015 à Toronto, Ontario, Canada, Guido a remporté la médaille d'or au relais 4 × 100 mètres quatre nages, où il a battu le record des Jeux panaméricains avec un temps de 3:32,68, avec Marcelo Chierighini, Felipe França et Arthur Mendes. Guido a ouvert le relais avec un temps de 53,12, un nouveau record des Jeux panaméricains et sud-américain au 100 mètres dos. Auparavant, il avait déjà remporté une médaille d'argent au 100 mètres dos,,,,.
Aux Championnats du monde de natation 2015 à Kazan, Guido a terminé 14e du 100 mètres dos. Il est allé en demi-finale, mais n'a réalisé qu'un temps de 53,88, bien en deçà de son record sud-américain de 53,12 obtenu aux Jeux panaméricains quelques jours auparavant. Au 50 mètres dos, il a terminé 16e des qualificatifs, à égalité avec l'Espagnol Miguel Ortiz-Cañavate avec un temps de 25,29. Il a été établi qu'il y aurait un barrage entre eux, mais Guido a choisi de ne pas nager la course, préférant se reposer et se concentrer sur le relais 4 × 100 quatre nages. Il a également terminé 10e du relais 4 × 100 mètres quatre nages,,,,,,.
Lors du tournoi Open organisé à Palhoça, Guido a battu le record sud-américain du 100 mètres dos, avec un temps de 53,08.

### Jeux olympiques de 2016
Aux Jeux olympiques d'été de 2016, Guido a terminé 6e du relais 4 × 100 mètres quatre nages et 14e du 100 mètres dos,.

### 2017-2020

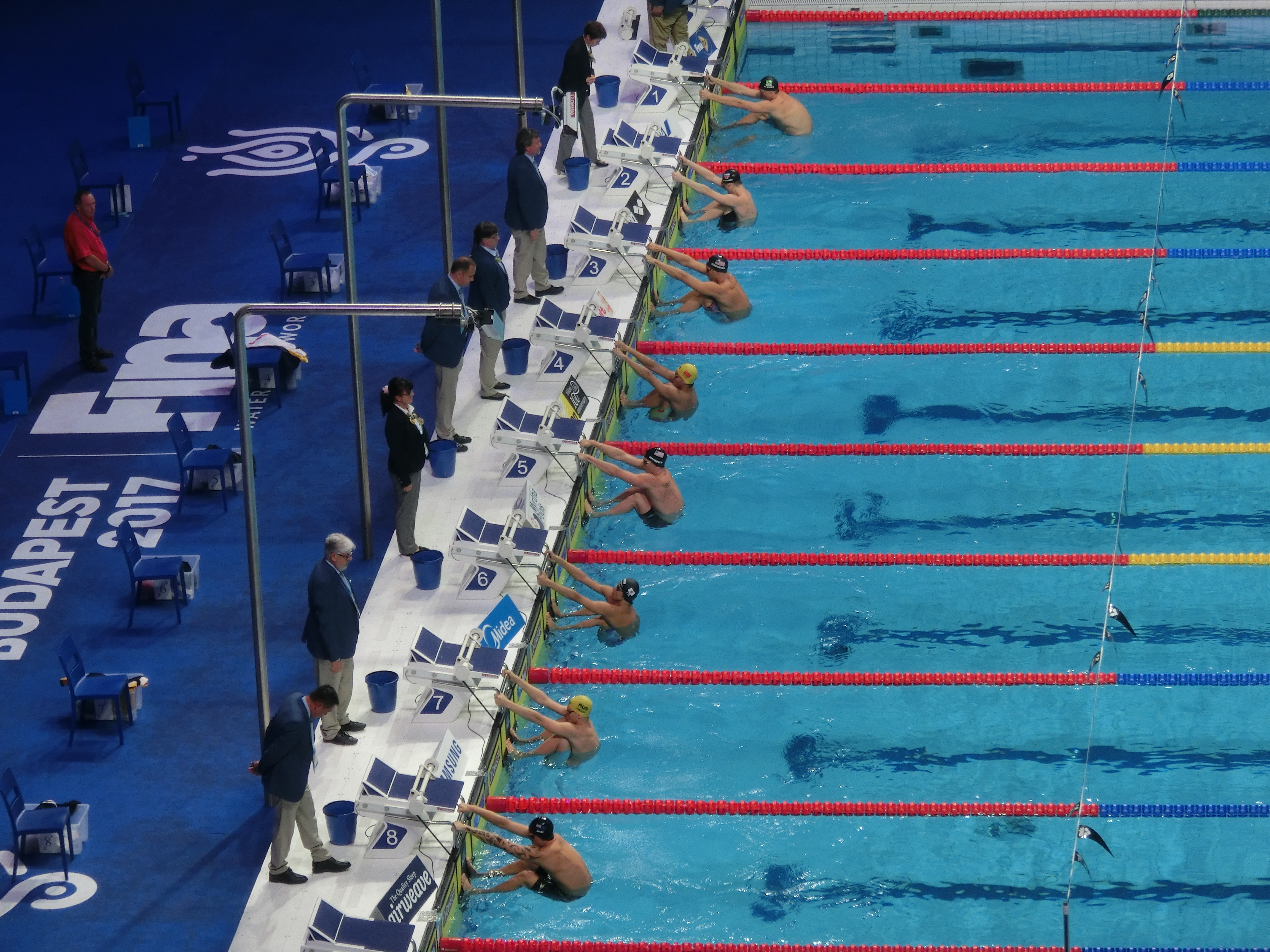
Guido dans la finale du 100 mètres dos aux Championnats du monde de natation 2017.

Aux Championnats du monde de natation 2017 à Budapest, au 100 mètres dos, il a disputé sa première finale individuelle aux Championnats du monde de sa carrière, terminant à la 7e place. Il a également terminé 12e au 50 mètres dos et 5e au relais 4 × 100 mètres quatre nages, avec Henrique Martins, João Gomes Júnior et Marcelo Chierighini,,.
Au Trophée José Finkel 2018 à São Paulo, au Brésil, il a battu le record sud-américain du 50 mètres dos (22,68 secondes) et du 100 mètres dos (49,62 secondes) en petit bassin,.
Aux Championnats du monde de natation en petit bassin 2018 à Hangzhou, en Chine, Guido a remporté une médaille de bronze au relais 4 × 50 mètres quatre nages, avec César Cielo, Felipe Lima et Nicholas Santos . Au relais 4 × 100 mètres quatre nages, il a terminé 4e. Au 50 mètres dos, il a terminé 5e, à seulement 0,03 seconde pour remporter une médaille de bronze. Au 100 mètres dos, il a battu deux fois le record sud-américain en petit bassin : 49,57 aux qualificatifs et 49,45 aux demi-finales, terminant 5e de la finale,,,,,.
Aux Championnats du monde de natation 2019 à Gwangju, en Corée du Sud, il a atteint sa deuxième finale des Championnats du monde au 100 mètres dos, terminant 7e. Guido a battu le record sud-américain lors des qualificatifs, avec un temps de 52,95. Il a été le premier sud-américain à nager la course en moins de 53 secondes. Au relais 4 × 100 mètres quatre nages, il a terminé 6e, aidant le Brésil à se qualifier pour les Jeux olympiques de Tokyo 2020. Il a également terminé 9e au 50 mètres dos,,,.
Aux Jeux panaméricains de 2019 qui se sont tenus à Lima, au Pérou, il a remporté une médaille d'or au relais mixte 4 × 100 mètres quatre nages et une médaille d'argent au relais 4 × 100 mètres quatre nages et au 100 mètres dos,,.

## Palmarès

### Championnats du monde

#### En petit bassin
- Championnats du monde 2010 à Dubaï (Émirats arabes unis) :
  -  médaille de bronze du relais 4 × 100 m quatre nages.
- Championnats du monde 2012 à Istanbul (Turquie) :
  -  médaille de bronze du 100 m dos.
- Championnats du monde 2014 à Doha (Qatar) :
  -  médaille d'or du relais 4 × 50 m 4 nages.
  -  médaille d'or du relais 4 × 100 m 4 nages.
- Championnats du monde 2018 à Hangzhou (Chine) :
  -  médaille de bronze du relais 4 × 50 m 4 nages.

### Jeux Panaméricains
- Jeux panaméricains de 2011 à Guadalajara (Mexique) :
  -  médaille d'or sur le relais 4 × 100 4 nages.
  -  médaille de bronze sur le 100 m dos.
- Jeux panaméricains de 2015 à Toronto (Canada) :
  -  médaille d'or sur le relais 4 × 100 4 nages.
  -  médaille d'argent sur le 100 m dos.
- Jeux panaméricains de 2019 à Lima (Pérou) :
  -  médaille d'or sur le relais 4 × 100 4 nages mixte.
  -  médaille d'argent sur le 100 m dos.
  -  médaille d'argent sur le relais 4 × 100 4 nages.

## Meilleurs temps personnels
Les meilleurs temps personnels établis par Guido dans les différentes disciplines sont détaillés ci-après.
| Épreuve  | Temps   | Compétition                            | Lieu                   | Date        |
| 50m Dos  | 24 s 49 | Championnats du monde de natation 2009 | Rome (Italie)          | 1 aou 2009  |
| 100m Dos | 52 s 95 | Championnats du monde de natation 2019 | Gwangju (Corée du Sud) | 22 jui 2019 |

| Épreuve  | Temps   | Compétition                   | Lieu           | Date        |
| 50m Dos  | 22 s 55 | International Swimming League | Budapest (HUN) | 26 oct 2019 |
| 100m Dos | 48 s 95 | International Swimming League | Naples (ITA)   | 3 sep 2021  |